# ジャン・ヴァンサン
ジャン・ヴァンサン（Jean Vincent、1930年10月29日 -2013年8月13日 ）は、フランス出身のサッカー選手、サッカー指導者。選手時代のポジションはフォワード。

## 人物
クラブチームではリール、スタッド・ランスに所属。アルベール・バトー監督率いる最盛期のスタッド・ランスで、リーグに3回優勝、1958-59シーズンのチャンピオンズカップで準優勝した。
フランス代表では46試合に出場して22得点。ワールドカップ2大会、欧州選手権1大会に出場した。
引退後はフランスのクラブチームやアフリカのナショナルチームの監督を歴任。1982年にはカメルーン代表監督として1982年のFIFAワールドカップ・スペイン大会に出場した。

## 獲得タイトル
選手時代
- フランスリーグ：4回 1953-54（リール）, 1957-58, 1959-60, 1961-62（スタッド・ランス）
- フランスカップ：3回 1953, 1955（リール）, 1958（スタッド・ランス）

監督時代
- フランスリーグ：2回 1976-77, 1979-80（ナント）
- フランスカップ：1回 1979（ナント）